# 8277 Machu-Picchu
8277 Machu-Picchu este o planetă minoră (asteroid), cu un diametru de 6,988 km, din centura de asteroizi. A fost descoperită pe 8 aprilie 1991 la Observatorul European Austral de Eric Walter Elst și a fost numită după Machu Picchu. 
Obiectul prezintă o orbită caracterizată de o semiaxă mare de 2,4360991 UAi, o excentricitate de 0,08, o înclinație de 2,0667 ° în raport cu ecliptica.